# Mayowa Oluyeba
Mayowa Oluyeba es un cineasta y director nigeriano.

## Biografía
Oluyeba nació en el estado de Lagos, Nigeria. Asistió a la primaria Saint Agnes y a la secundaria integral de Maryland en Lagos, Nigeria. Estudió Banca y Finanzas en la Politécnica del estado de Kwara y obtuvo una certificación en línea en análisis de personas, clientes y operaciones de la Universidad de Pensilvania, Filadelfia, EE. UU.

## Carrera profesional
Su carrera en la industria comenzó al conocer al difunto productoructor y director de cine, Amaka Igwe.
Posteriormente se incorporó a Solar Productions propiedad de Gboyega Adelaja MB.
En 1997, se asoció con su amigo Remi Kehinde para iniciar Mega Visions, una empresa de efectos especiales para videos caseros y se incorporó a la agencia de noticias Reuters en el año 2000. Trabajó como corresponsal de noticias en Nigeria, filmó grabaciones para Africa Journal y transmitió noticias por cable en vivo.
Se unió a Bi-Communications como editor y trabajó en la serie patrocinada por la policía nigeriana 'Crime Fighters - the Police & You'.

## Trabajo personal
Oluyeba fundó Phoenix Visions Limited, una empresa que ofrece servicios de consultoría en configuración e instalaciones de estudios de transmisión, transmisión en directo, instalaciones y operaciones, compra de equipos e ingeniería y mantenimiento de transmisión general.
En septiembre de 2016, fue contratado por Zuri24 Media para ser productorde la serie de 'Battleground' de M-Net para 2017.